# Kaddour Bilekdar
 (décembre 2024).
Kaddour Bilekdar est un basketteur international algérien.

## Biographie
international algérien de 1962 à 1972, Kaddour Bilekdar est élu meilleur joueur des Jeux africains de 1965 de Brazzaville, il participe durant cette période aux Jeux d'Afrique des Nations 1965 et aux Jeux méditerranéens de Tunis 1967.
En 2021, il fait partie d'une liste de joueurs présectionnés pour être introduit au FIBA Hall of Fame dans le cadre de la promotion 2022.
Il meurt à l'âge de 84 ans en avril 2021.